# Twardziaczek cuchnący

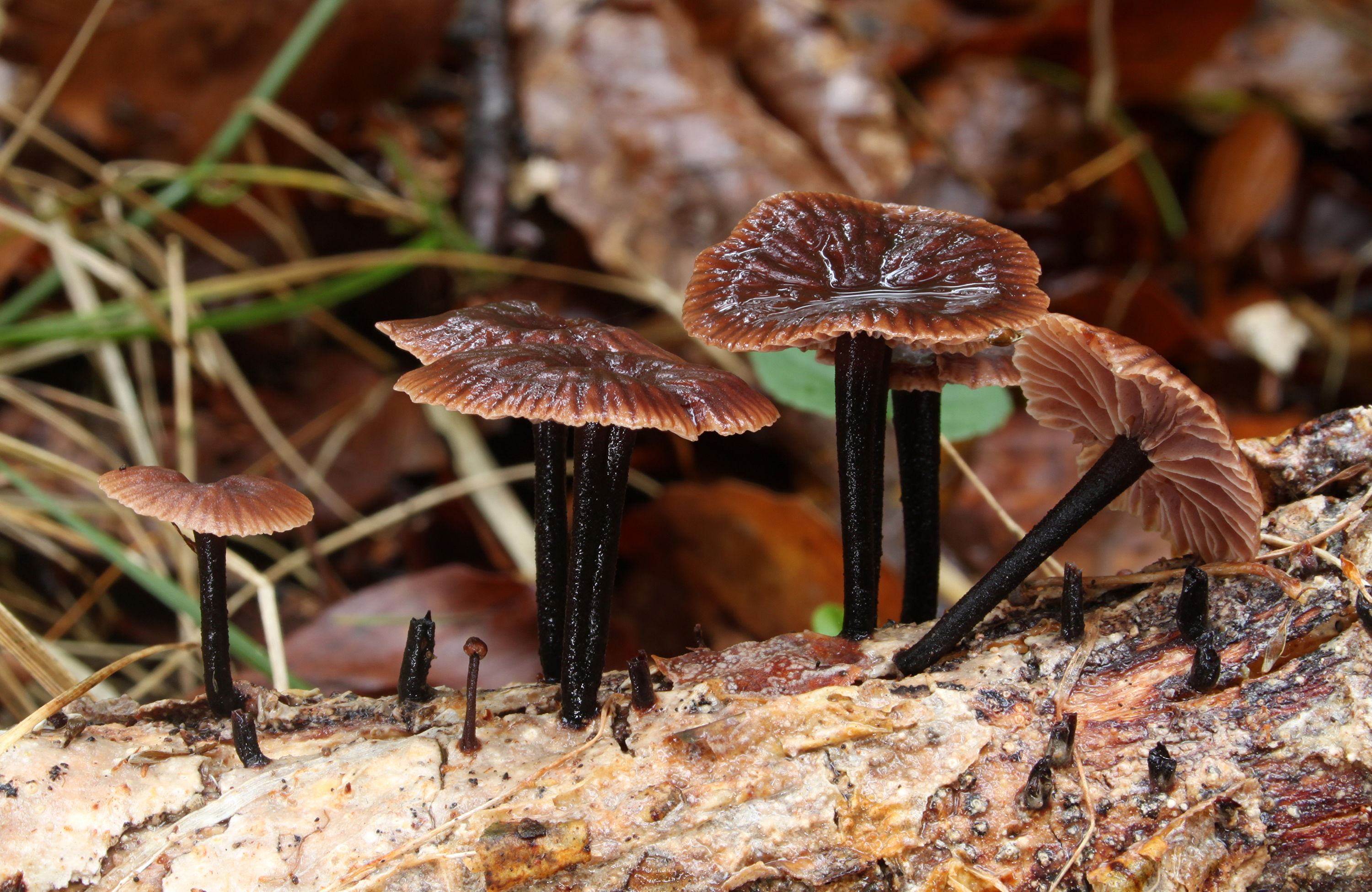

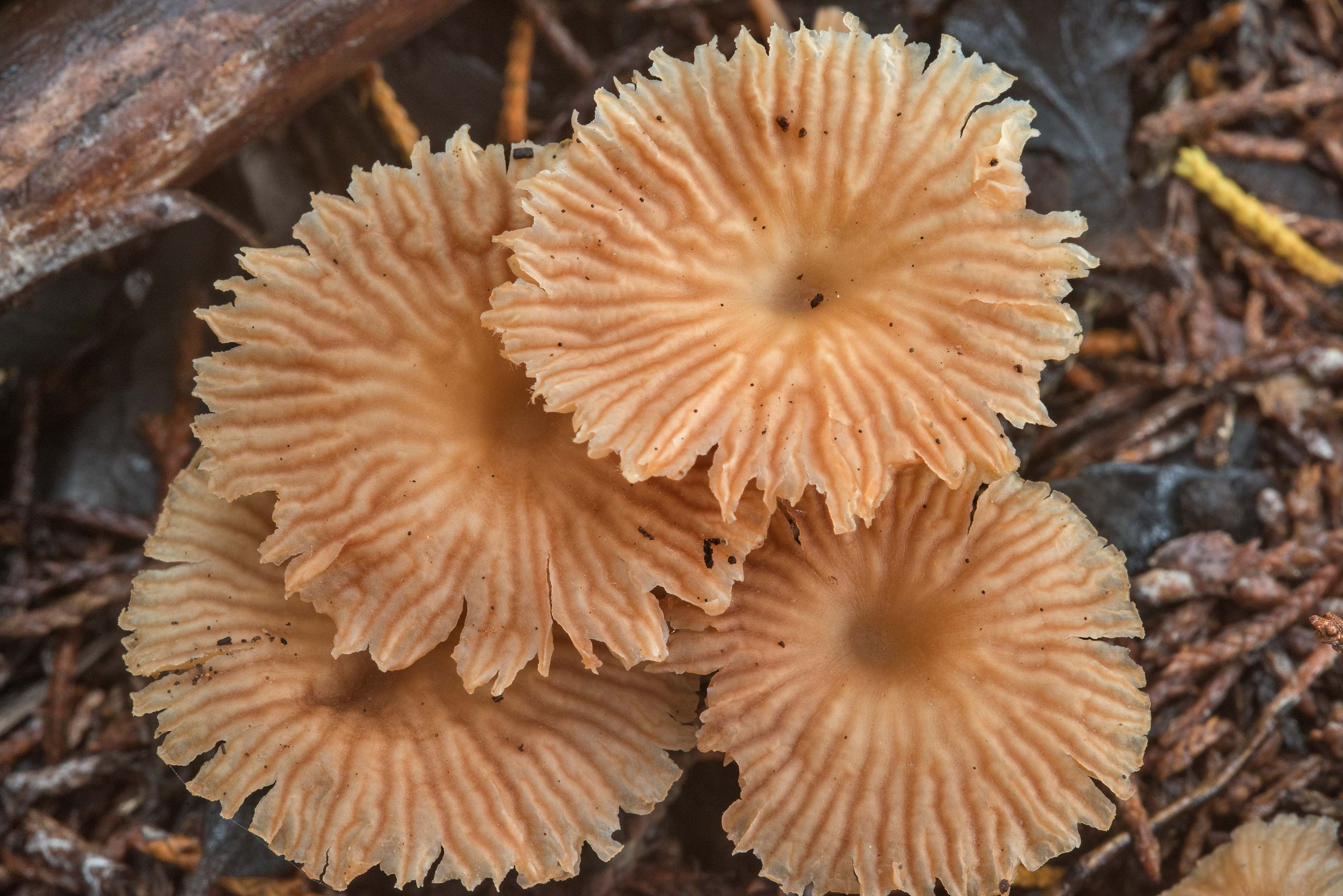

Twardziaczek cuchnący (Gymnopus foetidus (Sowerby) P.M. Kirk) – gatunek grzybów należący do rodziny podziemniczkowatych (Hymenogastraceae).

## Systematyka i nazewnictwo
Pozycja w klasyfikacji według Index Fungorum: Gymnopilus, Hymenogastraceae, Agaricales, Agaricomycetidae, Agaricomycetes, Agaricomycotina, Basidiomycota, Fungi.
Po raz pierwszy opisał go w 1796 r. James Sowerby, nadając mu nazwę Merulius foetidus. Obecną nazwę nadał mu Paul Michael Kirk w 2014 r. Ma 14 synonimów. Niektóre z nich:
- Marasmiellus foetidus (Sowerby) Antonín, Halling & Noordel. 1997
- Micromphale foetidum (Sowerby) Singer 1945
- Micromphale rufocarneum (Velen.) Knudsen 1991[2].

Barbara Gumińska i Władysław Wojewoda w 1983 r. nadali mu polską nazwę pępownik niemiły, a W. Wojewoda w 2003 r. zarekomendował nazwę twardziaczek cuchnący. Obydwie nazwy są niespójne z aktualną nazwą naukową.

## Morfologia
Kapelusz
Średnica 1–3 cm, początkowo wypukły, potem spłaszczony, często z falistym i rowkowanym brzegiem. Powierzchnia żłobkowana aż do środka, żółtobrązowa do czerwonawobrązowej, na środku ciemniejsza.
Blaszki
Przyrośnięte, dość szerokie, z międzyblaszkami, różowawe do czerwonobrązowych.
Trzon
Wysokość 15–30 mm, grubość 1–4 mm, sztywny, cylindryczny, zwężający się ku podstawie. Powierzchnia aksamitnie owłosiona, czerwonobrązowa do czarnobrązowej.
Miąższ
Cienki, brązowawy, o zapachu zgniłej kapusty lub czosnku.
Cechy mikroskopowe
Zarodniki eliptyczne, 7–10 × 3,5–5 µm.
Gatunki podobne
Wśród występujących w Polsce najbardziej podobny jest twardziaczek bezwonny (Gymnopus inodorus), ale odróżnia się brakiem zapachu. Łysostopek cuchnący (Gymnopus impudicus) ma zapach, ale inny, ponadto ma dłuższy trzon i kapelusz nieprążkowany. Łysostopek kapuściany (Gymnopus brassicolens) również rośnie na drewnie, ale ma gęstsze i węższe blaszki.

## Występowanie i siedlisko
Twardziaczek cuchnący występuje na niektórych wyspach i na wszystkich kontynentach poza Antarktydą. W Polsce W. Wojewoda w 2003 r. przytoczył liczne stanowiska. Bardziej aktualne stanowiska podaje internetowy atlas grzybów. Znajduje się na Czerwonej liście roślin i grzybów Polski. Ma status R – gatunek rzadki.
Grzyb nadrzewny, saprotrof. Występuje na próchniejących gałęziach i gałązkach buka i dębu, zwłaszcza w starych lasach na wapiennym podłożu.